# Edward Kobryner
Edward Kobryner (ur. 4 kwietnia 1880 w Warszawie, zm. 1943 tamże) – żydowski działacz społeczny i gospodarczy, prawnik, członek warszawskiego Judenratu podczas II wojny światowej.

## Życiorys
Syn Jakuba i Pauliny.
Ukończył studia prawnicze. Pracował jako sędzia handlowy w Izbie Handlowej w Warszawie. Pełnił również funkcję wiceprezesa Zarządu Głównego Związku Kupców, członka zarządu Kasy Chorych i Towarzystwa Opieki nad Sierotami oraz członka Państwowej Rady Ubezpieczeń Społecznych. Był żonaty z Zofią, miał syna, Jana.
Podczas II wojny światowej wszedł w skład warszawskiego Judenratu. Był członkiem Komisji ds. Szpitalnictwa i Służby Zdrowia oraz wiceprezesem Zakładu Zaopatrywania, następnie objął funkcję dyrektora Banku Spółdzielczego Dzielnicy Żydowskiej. Pełnił także funkcję przewodniczącego Wydziału XVI Opłat na Rzecz Szpitalnictwa Judenratu. W getcie warszawskim mieszkał przy ulicy Leszno 78, następnie przy ul. Franciszkańskiej 30. W swoich wspomnieniach Emanuel Ringelblum oskarżał go o pobieranie wypłat z siedmiu lub ośmiu różnych posad, na jego temat miały również krążyć niepochlebne pogłoski.
W przeddzień wielkiej akcji likwidacyjnej getta był jednym z członków Judenratu zatrzymanych przez Niemców w charakterze zakładników. Został zamordowany na terenie getta podczas powstania w 1943 roku, prawdopodobnie pod koniec kwietnia. Według niektórych relacji miał zostać wywieziony do obozu zagłady w Treblince.